# Courrières
Courrières là một xã trong vùng Hauts-de-France, thuộc tỉnh Pas-de-Calais, quận Lens, tổng Courrières. Tọa độ địa lý của xã là 50° 27' vĩ độ bắc, 02° 56' kinh độ đông. Courrières nằm trên độ cao trung bình là 25 mét trên mực nước biển, có điểm thấp nhất là 22 mét và điểm cao nhất là 38 mét. Xã có diện tích 8,63 km², dân số vào thời điểm 1999 là 10.588 người; mật độ dân số là 1227 người/km². Xã nằm gần thành phố Lens.

## Thông tin nhân khẩu
| 1962 | 1968 | 1975  | 1982  | 1990  | 1999  | 2004  |
| ---- | ---- | ----- | ----- | ----- | ----- | ----- |
| 7738 | 9296 | 12491 | 12612 | 11376 | 10588 | 10682 |